# Hjalmar Bjurberg
 (mars 2024).
Hjalmar Bjurberg né le 26 juillet 1898 à Solna et mort le 25 novembre 1972, est un coureur cycliste suédois. Avec ses frères Arthur Bjurberg et Erik Bjurberg, il remporte le classement par équipe du contre-la-montre individuel du championnat de Suède de cyclisme en 1922, remportant la médaille d'argent individuelle du triplé derrière Arthur et devant Erik. Bjurberg a d'abord couru avec ses frères pour Hammarby IF, puis pour Nicolai IK et Ulriksdals SK. Derrière son ancien coéquipier du HIF, Karl Lundberger, il a remporté la médaille d'argent de la course nationale de 10 kilomètres en 1926, et deux ans plus tôt, il avait remporté le championnat du district dans la course de 100 kilomètres devant Lundberger.